# L'Histoire de l'humanité
Pour le roman, voir L'Histoire de l'humanité (roman).
Pour plus de détails, voir Fiche technique et Distribution.
L'Histoire de l'humanité (The Story of Mankind) est un film américain réalisé par Irwin Allen sorti en 1957. Le film est l'adaptation du roman historique L'Histoire de l'humanité de Hendrik Willem van Loon, publié en 1921.

## Synopsis
L'Esprit de l'Homme et l'Esprit du Mal argumentent pour savoir si l'Humanité est foncièrement bonne ou mauvaise. Ils recensent les uns après les autres les grands événements de l'Histoire qui ont changé le visage des hommes.

## Fiche technique
- Titre : L'Histoire de l'humanité
- Titre original : The Story of Mankind
- Réalisation : Irwin Allen, assisté de Don Alvarado
- Scénario : Irwin Allen, Charles Bennett
- Société de production : Cambridge Productions
- Société de distribution : Warner Bros
- Musique : Paul Sawtell
- Cinématographie : Nicholas Musuraca
- Pays d'origine : États-Unis
- Langue : Anglais
- Format :  35 mm
- Genre : Drame fantastique
- Durée : 100 minutes
- Date de sortie : 8 novembre 1957

## Distribution
- Ronald Colman : l'esprit de l'homme
- Austin Green : Abraham Lincoln
- Hedy Lamarr : Jeanne d'Arc
- Henry Daniell : Pierre Cauchon
- Groucho Marx : Pierre Minuit
- Harpo Marx : Isaac Newton
- Chico Marx : le moine
- Virginia Mayo : Cléopâtre
- Agnes Moorehead : Élisabeth Ire d'Angleterre
- Reginald Gardiner : William Shakespeare
- Edward Everett Horton : Walter Raleigh
- Vincent Price : M. Scratch, le Diable
- Jim Ameche : Alexander Graham Bell
- Peter Lorre : Néron
- Charles Coburn : Hippocrate
- Helmut Dantine : Marc Antoine
- Reginald Sheffield : Jules César
- Cedric Hardwicke : le juge suprême
- Cesar Romero : l'émissaire espagnol
- John Carradine : Khéops/un maréchal-ferrant
- Dani Crayne : Hélène de Troie
- Dennis Hopper : Napoléon Ier
- Marie Wilson : Marie-Antoinette
- Franklin Pangborn : le marquis de Varennes
- Marie Windsor : Joséphine Bonaparte
- Bobby Waston : Adolf Hitler
- Leonard Mudie : le chef de l'Inquisition
- Anthony Dexter : Christophe Colomb
- David Bond : Christian l'ancien
- Angelo Rossitto (non crédité) : le nain à la cour de Néron